# محطة تيما للطاقة
محطة التوليد تيما هي محطة طاقة حرارية في غانا، لها قدرة 236 ميغا-وات وتعمل بالديزل.

## التشييد
تم التشييد على مرحلتين.
المرحلة الأولى تحتوي على 25 مولد ديزل من نوع 3516B، قدرة كل مولد 2000 كيلو فولت أمبير.
وعلى بعد أميال قليلة تم تشييد المرحلة الثانية والتي تحتوي على 12 مولد ديزل من نوع 3516 TA، قدرة كل مولد 1750 كيلو فولت أمبير.
هذة المحطة متصلة بالشبكة الكهربية في غانا، وتوصل الكهرباء إلى كل من تيما وأكرا.